# 샬치닝카이

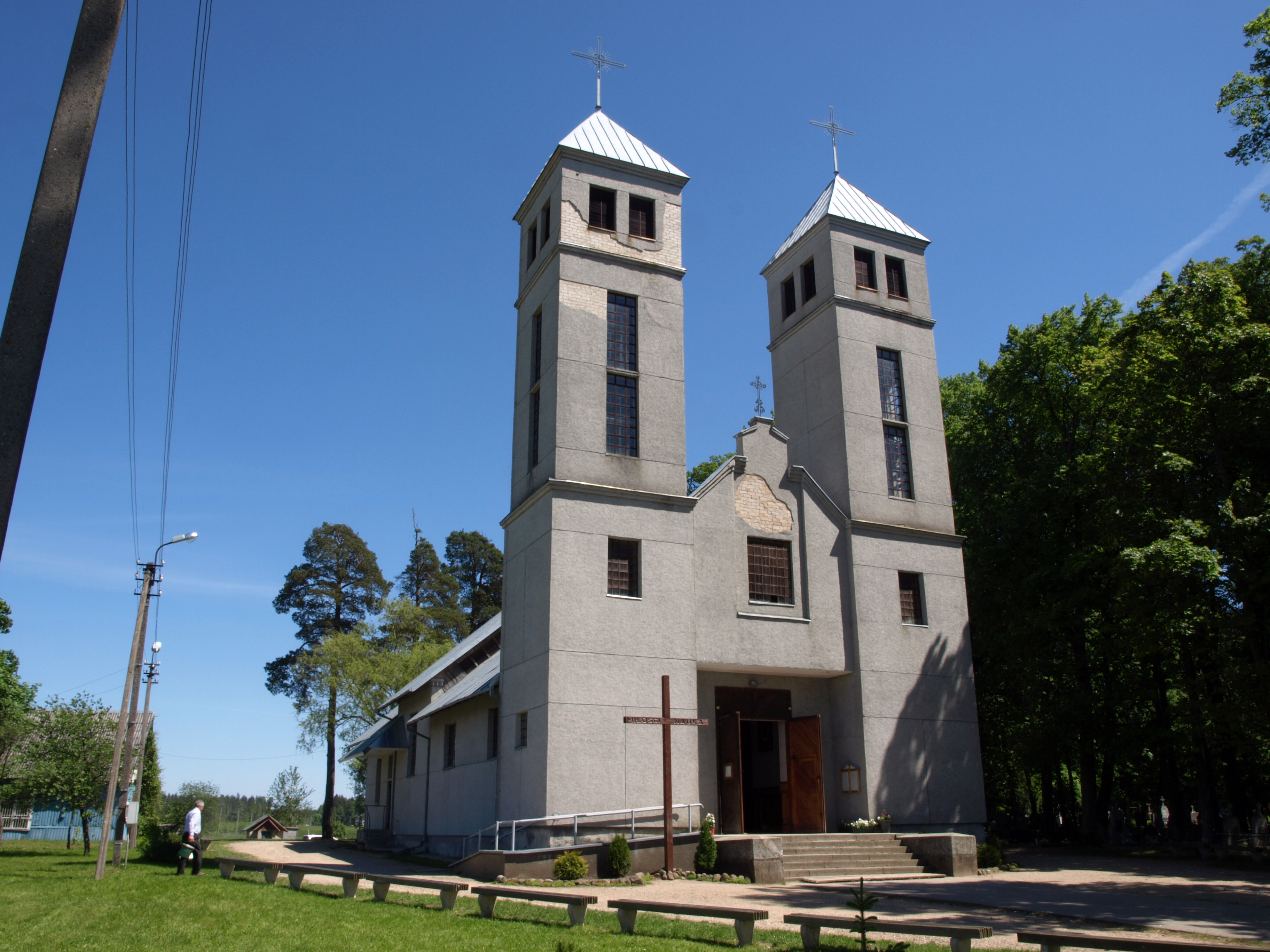
샬치닝카이

샬치닝카이(리투아니아어: Šalčininkai)는 리투아니아 빌뉴스주의 도시로 인구는 6,644명(2005년 기준)이다. 빌뉴스 남동쪽에 위치하며 벨라루스 국경과 가까운 편이다.
1311년 문헌에 처음으로 등장했으며 시로 승격된 시기는 1956년이다. 폴란드인이 도시 인구의 다수를 차지한다.

시 문장